# مهرجان وادي نابا

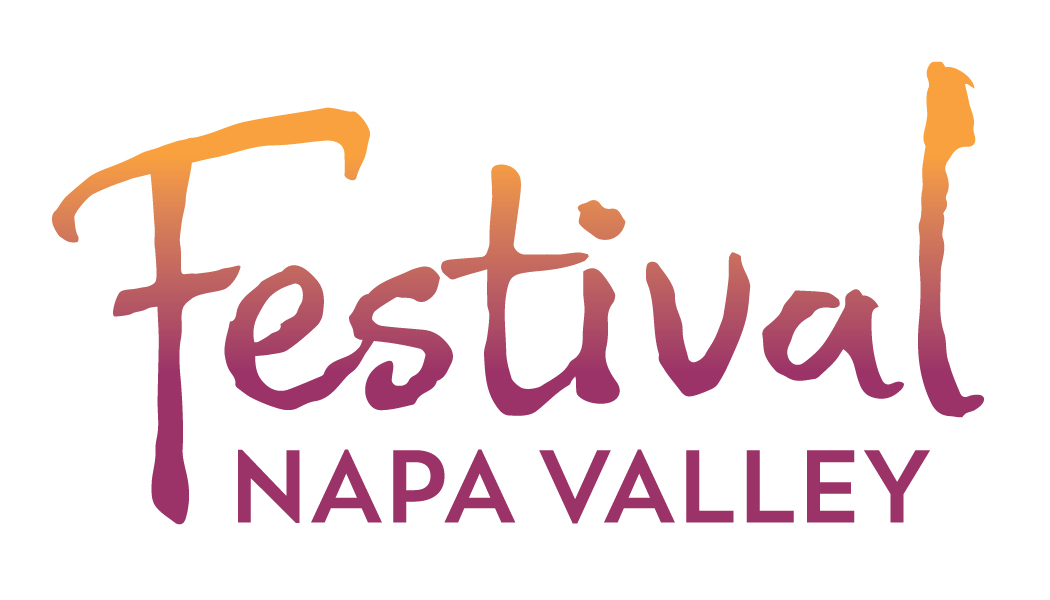

مهرجان وادي نابا هو مهرجان للموسيقى، الأطعمة، النبيذ، ونمط الحياه ويقام في وادي نابا بولاية كالفورنيا مقدمًا من جمعية مهرجان وادي نابا، وهي منظمة غير ربحية لخدمة الصالح العام يديرها مجلس مكون من أبرز عشاق (تُجّار) النبيذ والقياديين المحليين. المهرجان منوط بالإثراء الاقتصادي والحيوية الثقافية للمنطقة وإتاحة الفنون للجميع.
في كل عام يشارك أكثر من مائتي فنان وصانع نبيذ ومنتجع ومسرح، طاهٍ وهواة نبيذ ومطعم في المهرجان.  و يقام المهرجان في موسم الصيف في شهر يوليو/تموز من كل عام. ولكن في السنوات الأخيرة أصبحت فعاليات المهرجان تنطلق في موسمي الربيع والخريف. تقام عروض المهرجان في أماكن مختلفة في أرجاء المقاطعة (نابا) بما فيها المسارح، المنابذ، المنتجعات، الملكيات، وبعض مزارع الكروم (العنب). يقدم المهرجان أيضا برامج تعليمية على مدار العام حيث يعد المهرجان أهم ممول خاص لدراسة الفنون في مدارس مقاطعة نابا العامة.

## نظرة شاملة
يجتذب المهرجان أكثر من 10,000 شخص لحضور ما بين 80 إلى مائة حدث وفعالية كل عام وتتضمن جميع أنواع الموسيقى والمسرح والرقص.
على مدى الأعوام السابقة استضاف المهرجان الكثير من الموسيقيين مثل: سارا تشانج، ليزا ديلان، السير جيمس جالواي، أنجل روميو، دايف كوتز، و كريس بوتّي.
و غيرهم من الممثلين والمخرجين والأُوركسترا والراقصين والطهاة.

### فعاليات المهرجان

#### غَدِيَ المنابذ والمطاعم البارزة
يختلط الفنانين والحضور بشكل يومي في غَدِيَ المنابذ والمطاعم البارزة. ومن أبرز المنابذ والمطاعم: ألفا أوميجا (Alpha Omega)، بي سيلارز (B Cellars)، مزارع ستيرلنج (Sterling Vineyards)، منابذ عائلة ياو (Yao Family Wines)، وغيرهم.
و من المنتجعات التي تستضيف الفعاليات كل عام؛ أوبيرج دو سولي (Auberge du Soleil)، فيستا كولينا (Vista collina)، وذا إنك هاوس (the Ink House).

#### تايست أوف نابا
أحد أعرق فعاليات المهرجان وفيه يتم استعراض أفخر أنواع النبيذ وأطايب الطعام من أكثر من ثمانين مِنبَذ ومطعم وصانع مأكولات. معظم المنابذ المشاركة نادرًا ما تكون مفتوحة أمام العامة.

#### الفعاليات الصحية
فعاليات المهرجان الصحية تتضمن نقاشات خبراء الصحة وسباق 5/10 كيلومترات والذي تؤول أرباحه لمساندة اتحاد مقاطعة نابا لتعليم الفنون.

#### احتفالية آرت فور أول
تقام هذه الفعالية في أول يِوم أحد من المهرجان المقام في موسم الصيف (يوليو/تموز) ويتضمن المساء عشاءً في الهواء الطلق، عروض مباشرة، وضيوف مفاجئين. ويتوج الحدث مزاد خيري للنبيذ وهو ما يعد تجربة حياية فريدة من نوعها. في احتفالية عام 2017 والتي إقيمت في صالة وادي نابا، تم جني مبلغ قياسي وقدره 2.5 مليون دولار أميريكي  والذي ساهم في تنصيبه كأحد أنجح مزايد النبيذ الخيرية في الولايات المتحدة. ساهمت أرباح تلك السنة في إتاحة حضور العروض بل وجعلها مجانية وكذلك المساهمة في برامج دراسة الفنون في المدارس العامة بالمقاطعة، كما ساهمت أيضًا في توفير منح للموسيقيين الناشئين، وأكاديمية بلاكبورن المعفاة من المصروفات والتي أنشأتها إدارة المهرجان.

#### تكريمات المهرجان
في عام 2014 قدم المهرجان تكريمًا لصوفيا لورين في منبذ فار نيّنتي (Far Niente Winery). وقد قام ابن صوفيا، كارلو بونتي، بتقديم الأداء الأول لأوركسترا موهوبي لوس أنجيليس. وهي فرقة مكرسة لدعم ومناصرة تعليم الموسيقى. أيضًا قدمت ووبي جولدبرج تكريمًا لأكثر من 400 ضيف من ضمنهم روبرت ريدفورد،  فرانسيس فورد كوبولا، نوت جرينش، روبيرت دينيرو، والرئيس السابق بيل كلينتون.
في عام 2016 قدم المهرجان تكريمًا لمارجرت موندافي و الذي عقد في نفس المكان (فار نيّنتي). وفيه قام الموسيقييَن دايف كوتز ومونيكا مانشيني عرضًا حيًا. ويعد هذا التكريم أحد أخر الظهور العلنية لموندافي حيث توفيت بعد أقل من 6 أشهر من هذا التكريم.
في عام 2018 كرم المهرجان مؤسسه داريوش كاليدي وزوجته شابار والذي ختم بحفلة خاصة وعشاء كان أبرز حضوره سارا تشانج و ألدو لوبيز-جافيلان. وقدم الحفل جيف وفاليري جارجيولو في منبذ جارجيولو (Gargiulo Vineyards).

#### الرسالة والبرامج

##### تـعليم الموسيقى
قام المهرجان بمنح أكثر من مليون دولار أمريكي لبرامج الفنون التعبيرية والبصرية في مدارس مقاطعة نابا العامة حتى اليوم. حيث ساهم المهرجان في تحقيق «قائمة أمنيات» المعلمين بتقديم الموارد للفصول التعليمية بالمدارس. وكذلك ساهم في وضع أول خطة رئيسية لتعليم الفنون في مقاطعة نابا بالشراكة مع مجلس فنون نابا وقطاع المدارس الموحدة بنابا. كما كان للمهرجان دور رئيسي في تيسير حصول الطلاب في الفترة بين الحضانة والثانوية على أفضل أنواع التعليم الفنوني، حيث ساهمت إعانات المهرجان في تمويل جهاز لتنسيق الفنون التعبيرية والبصرية على نطاق المقاطعة، تعيين معلمين للموسيقى في ثلاثة من أكبر مدارس مقاطعة نابا، وخلق برنامج تطوير لدمج تعليم الفنون بالمدارس. هذا وقد تعاون المهرجان أيضًا مع مكتب مقاطعة نابا للتعليم للسماح بتعليم الفنون للطلاب المحرومين من الحقوق بمدرسة كاميل كريك المجتمعية عن طريق تمويل صف فنون أسبوعي، تأسيس غرفة للإبداع في الحرم الدراسي، وإطلاق حفل موسيقي سنوي "Concert on the Green" في الحرم. في 5 أبريل 2018 قام وي ماكدونالد (أحد المتسابقين النهائيين ببرنامج ذا فويس) بالمشاركة في الحفل والذي تبعه فقرة أسئلة وأجوبة مع الطلاب عقب نهاية الحفل.

##### سلسلة بوشاين للفنانين الشباب والحفلات المجانية
هذه الفعالية هي عبارة عن سلسلة ممن الحفلات ذات القبول المجاني والتي تحتوي على عروض يقدمها النجوم الصاعدين. تمنح هذه الحفلات والمدعومة من منابذ بوشاين للفنانين الشباب الفرصة للاستعراض في بيئة احترافية. ويمنح المهرجان بمساهمة من تاتيانا وجيريت كوبلاند ومنابذ لوشاين منحًا مالية لكل الفنانين المشاركين. منذ انطلاها في عام 2008، ساهمت الفعالية في إطلاق مسيرة أكثر من 50 فنانًا من بينهم ماريكا بوماكي، دانييل سو، وواي لو.
يقدم المهرجان مجموعة من الحفلات مجانية القبول في كل موسم. وفي عام 2018 سيتم تقديم أكثر من 20 حفلة. ويقدم المهرجان تذاكر مجاية وحسومات  لكبار السن، المحاربين القدامى، والعائلات.

##### معسكرات الفنون للجميع الصيفية
في عام 2018 قام المهرجان بتمويل إثنين من المعسكرات الصيفية المجانية لأندية المنطقة (Boys & Girls Clubs’ Napa) (American Canyon clubhouses). كلا المعسكرين التحق بهما 250 طالب بأعمار تتراوح بين 8 و 16. ومن معالم البرنامج تقديم منهج دراسي قوي للفنون بهدف تشجيع الطلاب على الإبداع والاستكشاف والتجريب.  كما تضمن البرنامج تجارب موسيقية يومية وحضور الأطفال للحفلات الموسيقية للفنانين المميزين.

##### أكاديمية بلاكبورن للموسيقى
أكاديمية بلاكبورن هي أكاديمية مجانية وتقدم تدريبًا غامرًا وتجارب استعراض لثمانين نجمًا صاعدًا شبه محترف من حول العالم. في عام 2017 وأثناء تدشين الأكاديمية، تلقت الأكاديمية المئات من الطلبات من أكثر من 119 مدرسة والمعاهد الموسيقية من 45 ولاية وسبع دول حول العالم. ويمنح طلبة الأكاديمية إسكانًا مجانيًا خلال موسم المهرجان كتعبير عن سخاء الأُسر المضيفة. يشارك الأكاديميون في حفلات صغيرة وحفلات أوركيسترا، ورش عمل، مسابقات، وجلسات للتطوير المهني مع فناني المهرجان. ومن ضمن ضيوف الشرف والمدربين لموسم 2018: جوشوا بيل.

##### سلسلة جان وماريا مانيتّي شريم للفنون الصوتية
يقدم المهرجان بدعم من جان و ماريا مانيتّي شريم أبرز المطربين والموهوبين في قاعات الحفلات ومواقع أخرى في أرجاء المنطقة مثل مسرح لينكون.

##### سلسلة ديدي ويسلي للرقص
يتولى فعاليات الرقص في المهرجان محب الخير المقيم في سان فرانسيسكو ديدي ويسلي. وتتضمن الفعاليات راقصين من مسرح البالية الأمريكي جوفري بالية، وغيرهم. ويتم تقديم شركة نابا ريجونال دانس كومباني وغيرها من برامج الرقص لليافعين طوال الفعالية.